# استفوردشر تریر آمریکایی
استفوردشر تریر آمریکایی (به انگلیسی: American Staffordshire Terrier)، نام یکی از نژادهای سگ است که خاستگاه آن به ایالات متحده آمریکا بازمی‌گردد. این نژاد در حالت بالغ به‌طور میانگین ۴۰–۶۰ پوند (۱۸–۲۷ کیلوگرم) وزن دارد. استفوردشر تریر آمریکایی در حالت بالغ ۱۷ تا ۱۹ اینچ (۴۳ تا ۴۸ سانتیمتر) ارتفاع دارد.

## نگارخانه

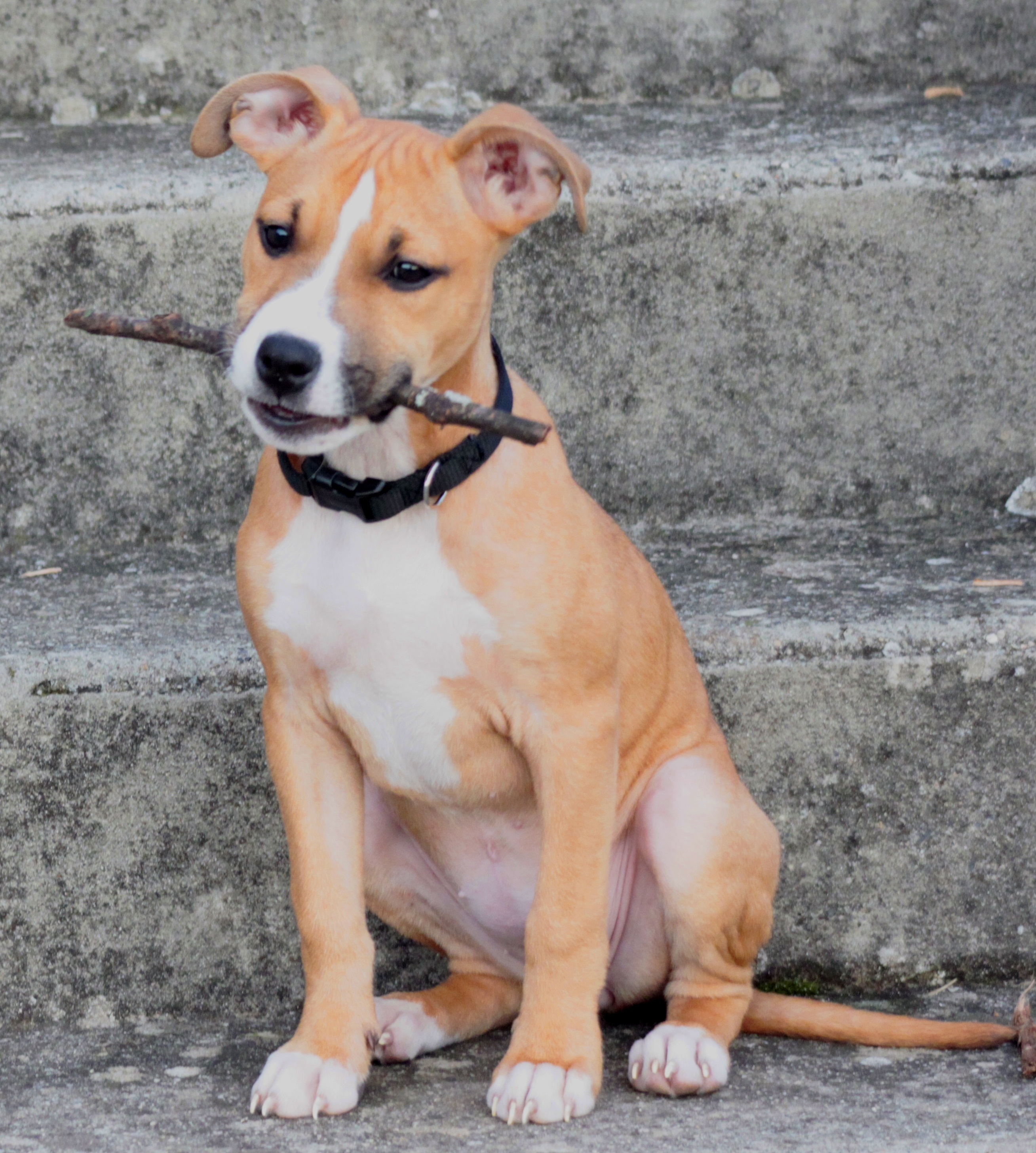
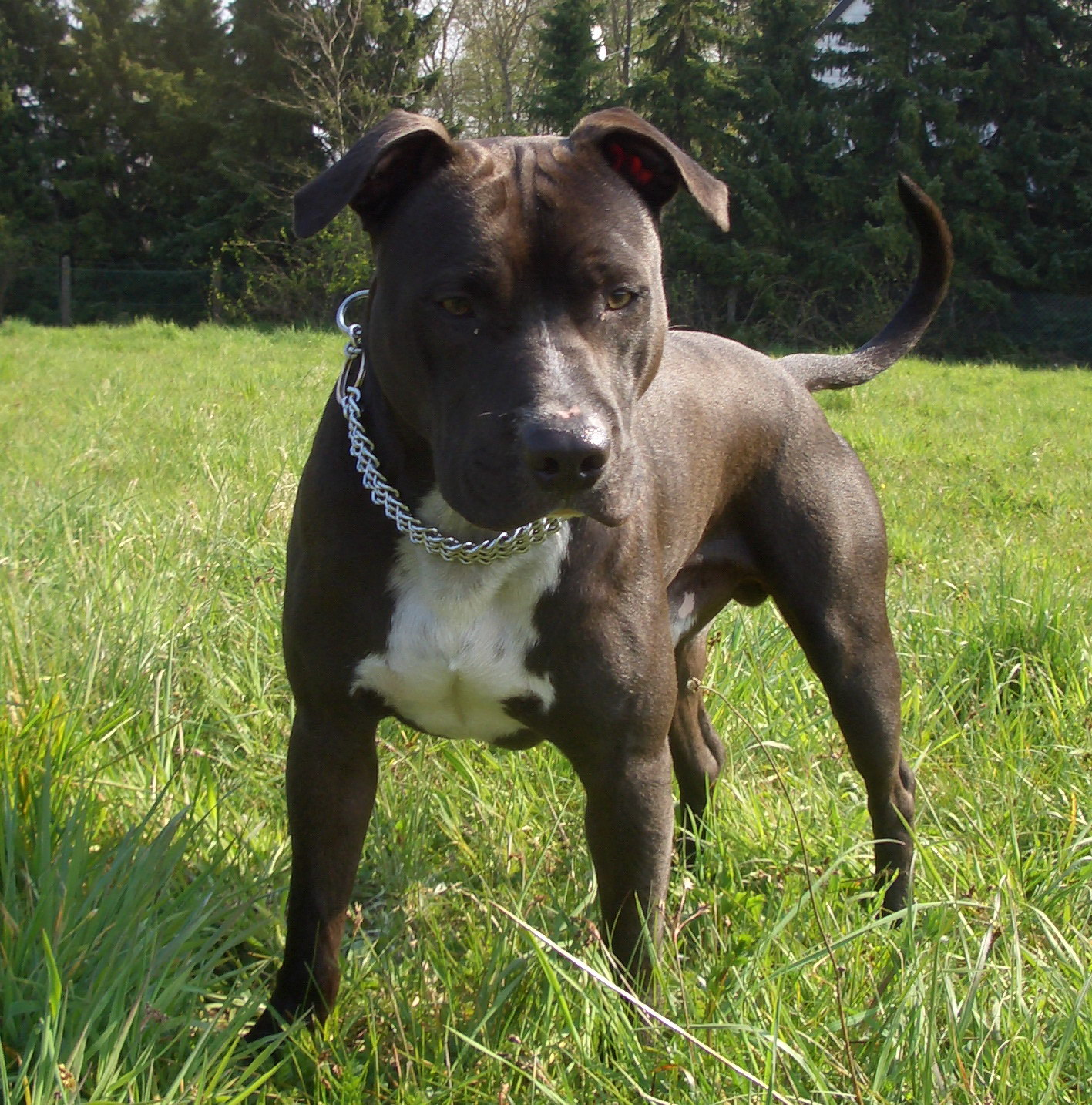
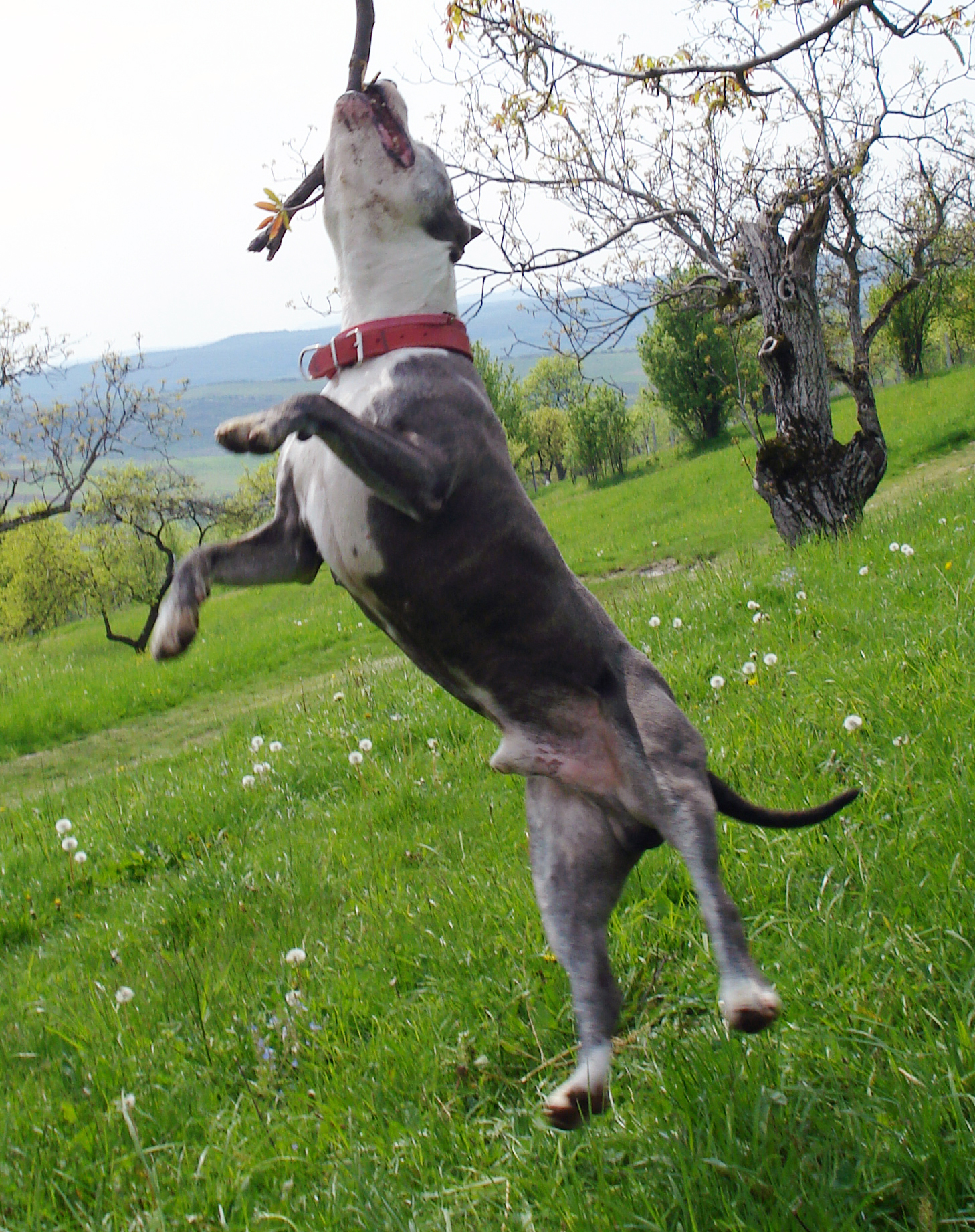
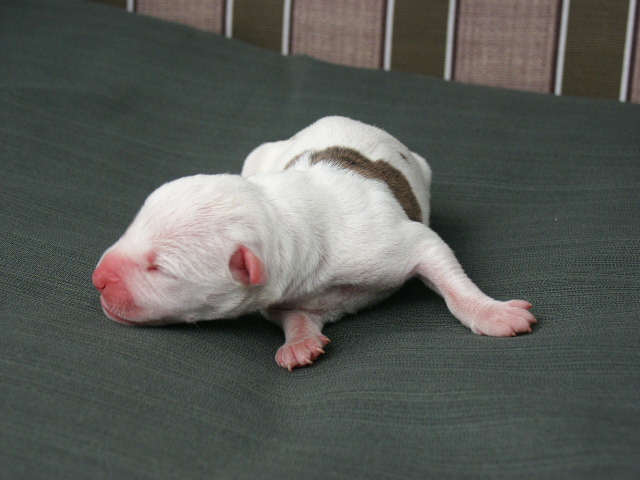